# تمثال بوذا العظيم في تايلاند
تمثال بوذا العظيم في تايلاند المعروف أيضًا باسم "التمثال الكبير" أو "بوذا العظيم"، هو تمثال ضخم لبوذا ويعتبر أطول تمثال في تايلاند والثاني في جنوب شرق آسيا والتاسع في العالم.، هو تمثال يمثل بوذا ويقع في مقاطعة أنغ ثونغ في تايلاند. يُعتبر هذا التمثال أطول تمثال في تايلاند، وهو الثاني من حيث الطول في جنوب شرق آسيا، والتاسع في العالم.

## موقع التمثال
التمثال يقع في معبد وات ميونغ في مقاطعة أنغ ثونغ، ويبلغ ارتفاعه 92 مترًا (300 قدم)، وعرضه 63 مترًا (210 قدم). بدأ بناء التمثال في عام 1990، واكتمل في عام 2008. تم طلاؤه باللون الذهبي وهو مصنوع من الخرسانة. يتمثل وضع بوذا في التمثال في وضعية الجلوس المعروفة باسم "مارافيغايا" أو "موقف الانتصار على الشيطان". تم بناء التمثال بناءً على أمر من فرا كرو فيبول آجاراكون، أول راهب رئيسي لمعبد وات ميونغ، وذلك تكريمًا للملك بومي بول ملك تايلاند. تم تمويل بناء التمثال من التبرعات التي قدمها البوذيون المؤمنون كفعل من أعمال التصدق والبر. وقد بلغت تكلفة بناء التمثال حوالي 104,200,000 بات تايلاندي.
قريبًا من التمثال يوجد معبد وات ميونغ، الذي يُعتقد أنه يُعتبر معبدًا تاريخيًا، رغم أن أصوله الدقيقة غير معروفة. يُقال إن المعبد الأصلي دُمّر في القرن الثامن عشر خلال الحرب مع بورما عندما غزا البورميون العاصمة التايلاندية القديمة أيوثايا ونهبوا المدينة. استغرق إعادة بناء معبد وات ميونغ وقتًا طويلاً ولم يكتمل إلا في عام 1982. وبعد ثماني سنوات، بدأ العمل في بناء تمثال بوذا الكبير الذي اكتمل بعد 18 عامًا. قرب تمثال بوذا الكبير توجد العديد من التماثيل والنقوش التي تمثل الآلهة وملوك تايلاند، بالإضافة إلى أحداث حرب سيام-بورما. كما يوجد حول التمثال حديقة تنمو فيها زهور اللوتس، مما يعزز من جمال وروحانية المكان.

## اسم التمثال
الاسم الرسمي للتمثال هو "فرا بوذا ماهانافامينثرا ساكاياموني سري فيسيتشايشان" (باللغة التايلاندية: พระพุทธมหานวมินทรศากยมุนีศรีวิเศษชัยชาญ) وهو الاسم الذي أطلقه فرا كرو فيبول آجاراكون. هذا الاسم يعني "بوذا الكبير في ويسيت شاي شان، الذي تم بناؤه تكريمًا للملك بومي بول". الاسم مزيج من الكلمات السنسكريتية:
- فرا بوذا (Phra Phuttha): وتعني "الرب بوذا" (كلمة "فارابوذا" في السنسكريتية تعني نفس المعنى).
- ماهاناوامينثرا (Mahanawamintra): وهو لقب الملك بومي بول (سنسكريتيًا "ماها نافاميندرا").
- ساكاياموني (Sakayamunee): تعني "ساكيا مونى" (وهي إحدى أسماء بوذا باللغة السنسكريتية).
- فيسيتشايشان (Visejchaicharn): وتعني "المنقوشة أو المجيدة" (وهي أيضًا مأخوذة من السنسكريتية).[4]

### أسماء أخرى للتمثال:
التمثال يُعرف أيضًا بأسمين آخرين هما "لوانغ فو ياي" (หลวงพ่อใหญ่) و "لوانغ فو تو" (หลวงพ่อโต)، ولكن هذان الاسمان لا يشيران إلى تمثال بوذا معين، بل تعنيان حرفيًا "بوذا الكبير" وتستخدمان للإشارة إلى أي تمثال ضخم لبوذا.